# Соп
Соп је насељено место у саставу општине Ругвица у Загребачкој жупанији, Хрватска. До територијалне реорганизације у Хрватској налазио се у саставу бивше велике општине Дуго Село.

## Становништво
На попису становништва 2011. године, Соп је имао 404 становника.

## Попис1991.
На попису становништва 1991. године, насељено место Соп је имало 352 становника, следећег националног састава:
| Попис 1991.‍  | Попис 1991.‍  | Попис 1991.‍ | Попис 1991.‍ | Попис 1991.‍ |
| ------------ | ------------ | ----------- | ----------- | ----------- |
|              |              |             |             |             |
| Хрвати       | Хрвати       |             | 280         | 79,54%      |
| Срби         | Срби         |             | 28          | 7,95%       |
| Југословени  | Југословени  |             | 19          | 5,39%       |
| Муслимани    | Муслимани    |             | 12          | 3,40%       |
| неопредељени | неопредељени |             | 12          | 3,40%       |
| непознато    | непознато    |             | 1           | 0,28%       |
| укупно: 352  |              |             |             |             |